# Таємничий чернець
«Таємничий чернець» (рос. «Таинственный монах») — радянський стереоскопічний художній фільм 1967 року, знятий на кіностудії «Мосфільм».

## Сюжет
Україна, осінь 1920 року. Біла армія генерала Врангеля розбита. Врангель тікає до Криму. У контррозвідці білих виникає задум: організувати в тилу Червоної Армії широко розгалужене контрреволюційне підпілля, і у відомому Мотроненому монастирі збираються залишки білогвардійців. Чекісти вирішують зробити контрзаходи і направляють туди двох співробітників, колишніх циркових артистів — велетня-силача Єлпідіфора і верткого малюка-стрілка Саню. Однак серед червоних теж діє ворожий агент — колишній жандармський ротмістр Дурасов. Досвідченому чекістові Сміливому, який проникає в монастир під виглядом поручика Стронського, вдається з'ясувати плани ворога і вчасно запобігти контреволюційному заколоту.

## У ролях
- Володимир Дружников — Воронцов
- Євген Жариков — Латишев
- Валентин Зубков — Лобов
- Тетяна Конюхова — Зінаїда Павлівна
- Станіслав Чекан — Єлпідіфор
- Костянтин Сорокін — комендант
- Кирило Столяров — Рижов
- Володимир Піцек — ад'ютант
- Герман Качин — Бунчиков
- Олександр Лебедєв — Саня
- Ніна Нікітіна — ігуменя
- Анатолій Голік — Вася
- Олександр Бєлявський — Стронський
- Олександр Смирнов — генерал контррозвідки
- Станіслав Міхін — офіцер (в титрах не вказаний)
- Олександра Данилова — епізод
- Іван Жеваго — епізод
- Зоя Ісаєва — епізод
- В. Калюжний — епізод
- Е. Муратова — епізод
- Олексій Нагорний — епізод
- Іван Савкін — епізод
- Петро Соболевський — епізод
- В. Кисельов — епізод
- С. Симонов — епізод
- В. Бочарніков — епізод
- І. Бочкарьов — епізод
- П. Конаніхін — епізод
- І. Турченко — епізод
- І. Уленков — епізод

## Знімальна група
- Сценарій: Гелій Рябов, Олексій Нагорний
- Постановка: Аркадій Кольцатий
- Режисер: Едгар Ходжикян
- Головний оператор: Петро Терпсіхоров
- Оператор: Володимир Бондарєв
- Художники-постановники: Леван Шенгелія, Фелікс Богуславський
- Диригент: Марк Ермлер
- Звукорежисер: Веніамін Кіршенбаум
- Композитор: Микита Богословський
- Текст пісень: Михайло Танич
- Костюми: І. Белякова
- Монтаж: Клавдія Алєєва
- Грим: А. Маслова